# Quinteto para piano (Schumann)

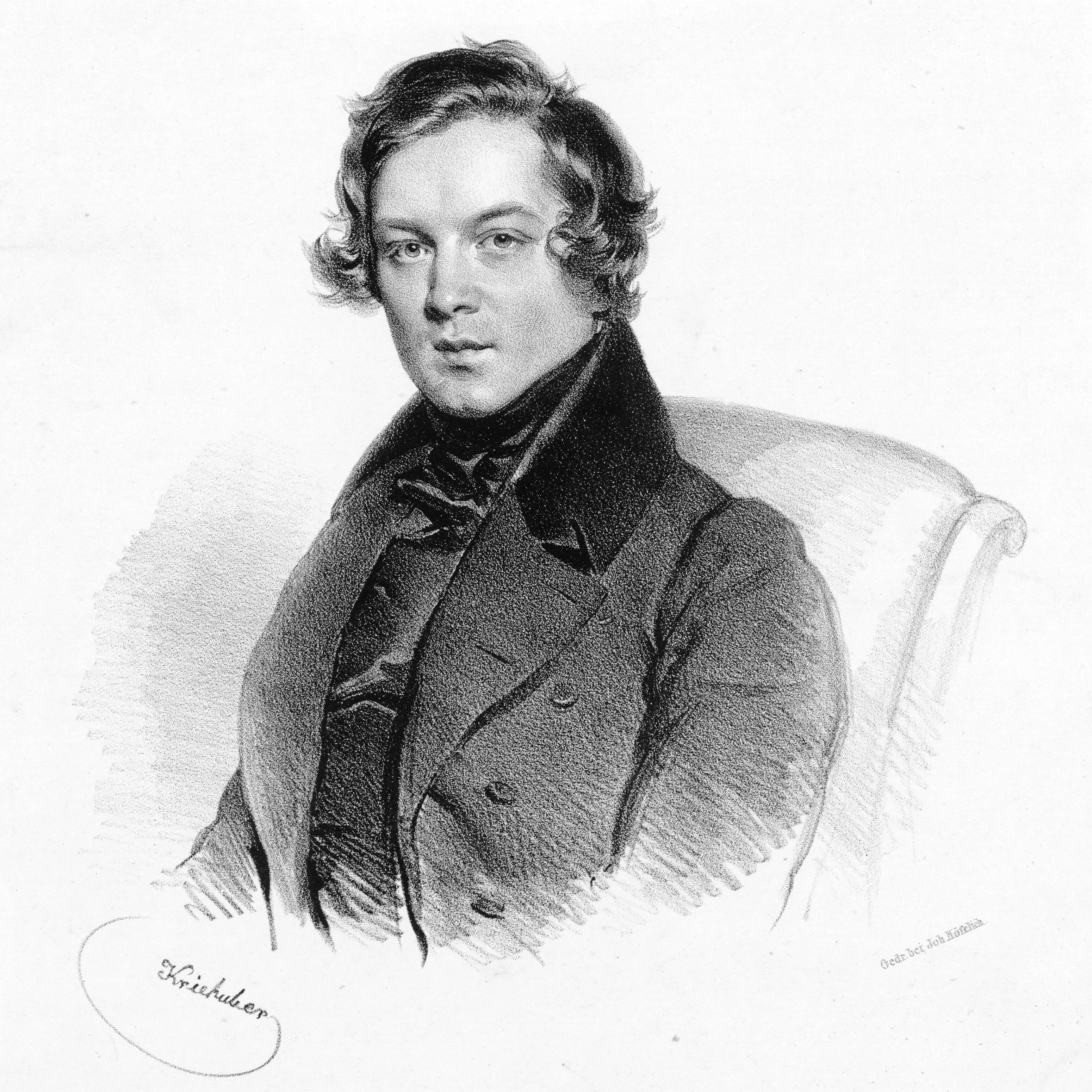
Robert Schumann, litografía de Josef Kriehuber de 1839, tres años antes de la composición de su Quinteto para piano, op. 44.

El Quinteto para piano en mi bemol mayor, Op. 44 es una pieza camerística compuesta por Robert Schumann en 1842 y se estrenó al año siguiente. Conocido por su carácter «extrovertido y exuberante», este quinteto para piano está considerado como una de sus mejores composiciones y una obra importante de la música de cámara del siglo XIX. Compuesto para piano y cuarteto de cuerdas, la obra revolucionó la instrumentación y el carácter musical de los quintetos para piano y los estableció como un género esencialmente romántico.

## Historia

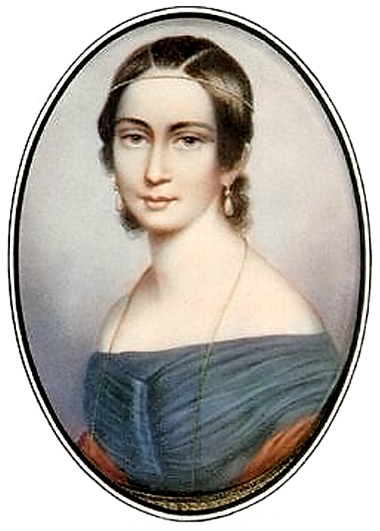
Clara Schumann (Wieck de soltera) en 1838, a quien Robert dedicó su Quinteto para piano e interpretó la parte de piano en el estreno de la obra en 1843.

Schumann compuso su quinteto para piano en solo unas pocas semanas, entre septiembre y octubre de 1842, en el transcurso de su llamado «Año de la música de cámara». Antes de ese año el compositor no había terminado nada de música de cámara con la excepción de un temprano cuarteto para piano en 1829. Sin embargo, durante su concentración de un año en la música de cámara, compuso Tres cuartetos para cuerda, op. 41, el Quinteto para piano, op. 44, el Cuarteto para piano, op. 47 y el trío para piano Fantasiestücke, op. 88.
Schumann comenzó su carrera principalmente como compositor para instrumentos de teclado y después de su desvío hacia la composición de cuartetos de cuerdas, según Joan Chisell, su «reencuentro con el piano» al componer un quinteto para piano le dio a «su creativa imaginación ... una nueva oportunidad en la vida».
John Daverio ha argumentado que el quinteto para piano de Schumann fue influenciado por el Trío para piano n.° 2 en mi bemol mayor de Franz Schubert, una obra que gustaba a Robert. Las dos están en la tonalidad de mi bemol mayor, presentan una marcha fúnebre en el segundo movimiento y concluyen con finales que resucitan dramáticamente el material temático anterior.
Schumann dedicó el quinteto a su esposa, la pianista Clara Schumann, que tenía previsto interpretar la parte de piano en la primera actuación privada del quinteto el 6 de diciembre de 1842. Sin embargo, enfermó y Felix Mendelssohn la sustituyó y leyó a primera vista la «diabólica» parte de piano. Las sugerencias que Mendelssohn hizo a Schumann después de esta interpretación llevaron al compositor a hacer revisiones en los movimientos internos, incluyendo la adición de un segundo trío al tercer movimiento.
Por fin, Clara Schumann interpretó la parte de piano en la primera actuación pública del quinteto, el 8 de enero de 1843, en la Gewandhaus de Leipzig. Clara calificó la obra como «espléndida, llena de vigor y frescura». Interpretó frecuentemente la obra durante toda su vida. En una ocasión, sin embargo, Robert Schumann le pidió a un pianista que reemplazara a Clara en una actuación del quinteto y señaló que «un hombre lo entendía mejor».

## Instrumentación y género
La pieza está compuesta para piano y cuarteto de cuerdas (dos violines, viola y violonchelo).
La elección de Schumann de emparejar el piano con una formación de cuarteto de cuerdas estándar refleja las cambiantes capacidades técnicas del piano y la importancia cultural de las cuerdas. En 1842, el cuarteto de cuerdas había llegado a ser considerado como el conjunto de música de cámara más importante y prestigioso, mientras que los avances en el diseño del piano habían aumentado su potencia y rango dinámico. Al unir el piano y el cuarteto de cuerdas, el Quinteto para piano de Schumann aprovecha al máximo las posibilidades expresivas de estas fuerzas combinadas, alternando pasajes conversacionales entre los cinco instrumentos, con pasajes concertantes en los que las fuerzas combinadas de las cuerdas se concentran contra el piano. En un momento en que la música de cámara se movía del salón a las salas de conciertos públicas, Schumann reimagina el quinteto de piano como un género musical «suspendido entre las esferas públicas y privadas» que alterna entre «elementos cuasi sinfónicos y los más propiamente de cámara».

## Estructura y análisis
La obra está estructurada en cuatro movimientos, que siguen el patrón estándar de rápido-lento-scherzo-rápido:
- I. Allegro brillante
- II. In modo d'una marcia. Un poco largamente
- III. Scherzo: Molto vivace
- IV. Allegro ma non troppo

### I.Allegro brillante
El tempo que marca el primer movimiento es Allegro brillante. El enérgico tema principal se caracteriza por amplios intervalos de salto hacia arriba. El contrastante segundo tema, marcado dolce, se alcanza después de una sección de transición marcada por destellos a las teclas de bemol más remotas. Se presenta como un dúo entre violonchelo y viola, y su carácter «melodiosamente romántico» es típico de la ardiente inspiración de Schumann en este quinteto.
El desarrollo central consta en gran parte de una figuración virtuosa en el piano, basada en una disminución de los compases tercer y cuarto del tema de apertura, que modula entre dos enunciados vigorosos de este último en la bemol y fa menor. La figuración se transpone hacia abajo un tono más o menos exactamente en su segunda aparición para volver a la clave tónica. Después de una recapitulación estándar de los temas principales, una coda breve y enérgica completa el movimiento. Aunque se critica a Schumann con frecuencia por su enfoque discursivo y repetitivo de la forma de sonata, logra en gran medida mantener esta apertura Allegro organizada de manera compacta y no excesivamente larga.[cita requerida]

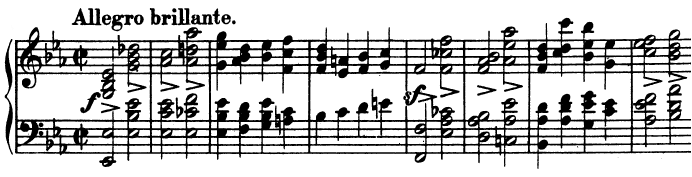
Movimiento 1, parte para piano, compases 1-8.

### II.In modo d'una marcia. Un poco largamente
El tema principal (A) de este movimiento es una marcha fúnebre en do menor. Se alterna con dos episodios contrastantes, uno de tema lírico (B) llevado por el primer violín y violonchelo, el segundo (C), Agitato, llevado por el piano con acompañamiento de cuerdas, que es una transformación del tema principal disfrazado por cambios en ritmo y tempo. El conjunto forma un rondó de siete partes:
A (do menor)
B (do mayor)
A (do menor)
C (variante de la, fa menor)
A′ (do menor)
B′ (fa mayor)
A (do menor)
La transición entre la marcha fúnebre y el segundo episodio (agitado) reutiliza las octavas descendentes en el piano (dobladas por el violín) del segundo final de la exposición del primer movimiento. Este es uno de los diversos momentos del quinteto donde Schumann crea unidad entre movimientos reutilizando sutilmente material temático. A, la marcha fúnebre, es variada en su regreso después de la sección de agitato con rápidos tresillos en el piano y contrapunto que recuerda al episodio anterior con primer violín y violonchelo, mientras que la segunda aparición de B en fa mayor también es con un acompañamiento de piano enriquecido.

### III.Scherzo: Molto vivace
La sección principal de este animado movimiento se construye casi en su totalidad en escalas ascendentes y descendentes. Hay dos tríos. Trío I, en sol bemol mayor, un canon lírico para violín y viola. Trío II, añadido por sugerencia de Mendelssohn, es un moto perpetuo fuertemente acentuado con 2
4 y modulación incansable, en su mayoría tonalidades menores, contrastan con los

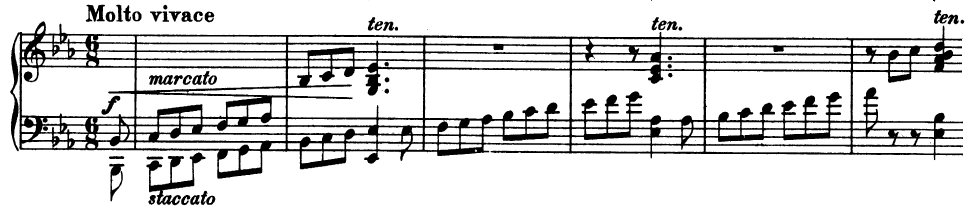
Movimiento 3, parte de piano, compases 1-6.

6
8 y la relativa estabilidad del resto. Tras la tercera y última aparición del scherzo, una breve coda basada en las escalas concluye el movimiento, deslizándose en un recuerdo del Trío I en los compases finales.

### IV.Allegro ma non troppo
El finale comienza en sol menor, en un acorde de do menor, en lugar de en la tónica. El movimiento en su conjunto se presenta en una forma inusual que refleja en parte, aunque finalmente triunfa, las frecuentes dificultades de Schumann con la forma convencional de sonata en sus movimientos instrumentales de mayor escala. El manejo original tanto de la forma como de la clave contrasta marcadamente con la organización formal en gran parte convencional de los tres movimientos anteriores.
Los temas principales, A1, A2, B y C, se introducen en los primeros 135 compases, lo que hace que esta apertura sea aproximadamente equivalente a una exposición de sonata. La tónica, sin embargo, está casi completamente ausente y la música permanece principalmente en sol menor/mayor hasta la introducción del tema lírico C en la tonalidad vecina de mi mayor en m. 114. La música se modula en sol sostenido menor para comenzar lo que es esencialmente una recapitulación en m. 136, con B regresando en mi bemol para finalmente establecer la verdadera tónica en m. 178, muy tarde en un movimiento largo.
Sin embargo, quedan más de 200 compases por desplegar, casi en su totalidad en la tónica. Schumann introduce otro tema, D sincopado, que recapitula el tema lírico C en la tónica y desarrolla la música aún más a través de dos pasajes fugato, el segundo, que incorpora de manera inesperada e impresionante el tema principal del Allegro brillante de apertura, y combinándolo con el tema de apertura  A1, finalmente escuchado en la tónica.
Este golpe puede haberse inspirado en una confluencia similar de temas en el Cuarteto de cuerda en mi bemol, op. 12 de Mendelssohn. También, probablemente de forma deliberada, evoca los finales de clímax contrapuntísticos de obras como la Sinfonía Júpiter de Wolfgang Amadeus Mozart. El movimiento en su conjunto puede destacarse por las reapariciones en forma de rondó del tema inicial A1, que constantemente evita la tónica hasta el fugato final, por su innovador esquema de tonalidades, que combina las inquietas modulaciones de un desarrollo de sonata tradicional con la idea de recapitulación en la tónica, y por su exitosa integración del contrapunto dentro de una estructura formal no contrapuntística.

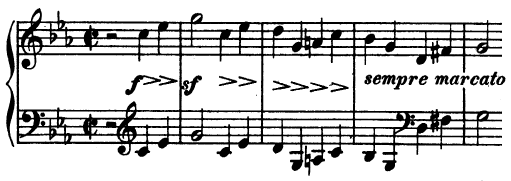
Movimiento 4 finale, parte de piano, compases 1-4 (Tema A1).

## Recepción e influencia
Este quinteto fue ampliamente aclamado y muy imitado. Su éxito estableció firmemente al quinteto para piano como un género de música de cámara significativo y esencialmente romántico. El Quinteto para piano en fa menor, op. 34 de Johannes Brahms, reelaborado de una sonata anterior para dos pianos (en sí misma una reelaboración de un quinteto de cuerdas anterior) a instancias de Clara Schumann, fue uno de los muchos quintetos románticos para piano importantes que muestran la influencia de Schumann y adoptan su elección de la instrumentación.
Sin embargo, no complació al menos a un oyente exigente: Franz Liszt que escuchó la obra interpretada en la casa de Schumann y la descartó como «demasiado de Leipzig», una referencia a la música conservadora de los compositores de Leipzig, especialmente Felix Mendelssohn.[cita requerida]